# Nosy Tanikely
Nosy Tanikely è una piccola isola situata nel canale del Mozambico, in prossimità della costa nord-occidentale del Madagascar, circa 6 miglia a sud di Nosy Be.

## Parco nazionale marino di Nosy Tanikely

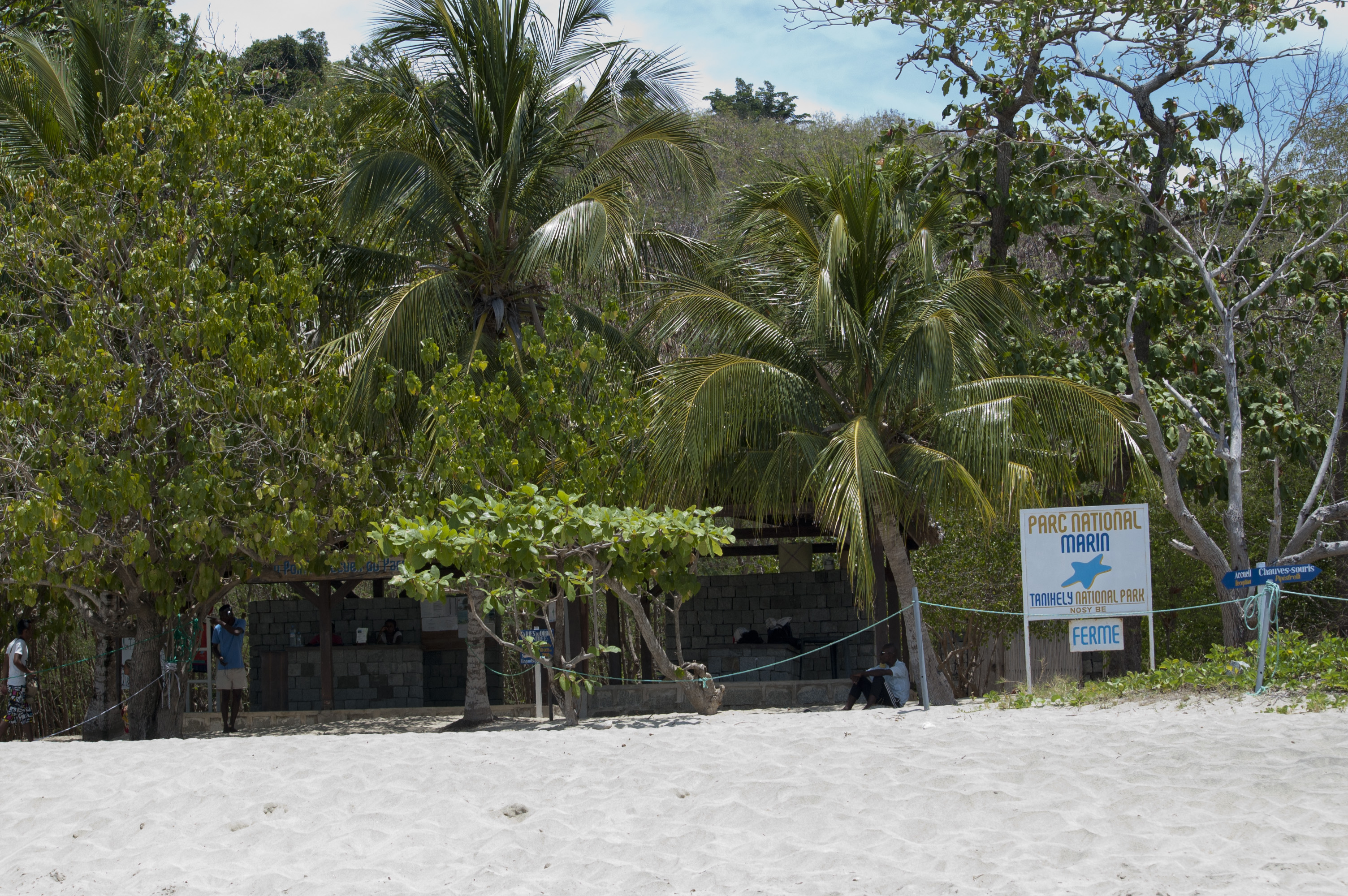

Nel 2011 l'isola e le acque circostanti, in precedenza classificate come area marina protetta, sono state dichiarate parco nazionale marino.

## Fauna
Sull'isola è segnalata la presenza del sauro Trachylepis comorensis, della famiglia degli Scincidi, originario delle isole Comore. Tale popolazione è stata molto probabilmente introdotta dall'uomo ed è l'unica nota per tutto il Madagascar. Vive in simpatria con l'endemico Zonosaurus madagascariensis (Gerrhosauridae).